# Onund Pie de Árbol
Onund Ófeigsson (nórdico antiguo: Önundur tréfótur Ófeigsson n. 880), más conocido como Onund Pie de Árbol, fue un expedicionario y guerrero vikingo de Hordaland, Noruega. Era hijo de Ufeig burlufot Ivarson de Rogaland.

## Biografía
Según la saga de Grettir, tenía mucha experiencia en incursiones hacia el oeste y gran prestigio, acompañado por varios vikingos de renombre, Balki hijo de Blaeing de Sotanes, Orm el Rico y Hallvard Sugandi que juntos poseían una flota de cinco naves que durante tres veranos consecutivos devastaron las Hébridas, Irlanda y Escocia antes de regresar a Noruega. Tras uno de esos ataques contra el rey Kjarval de las islas de Barra en las Hébridas abrió una brecha de enemistad con el caudillo Eyvind del Este, medio hermano de un aliado de Onund llamado Thrand Bjarnasson.
Una vez en Noruega, Kjotve el Rico, rey de Agder y su hijo Thor Haklang, enviaron emisarios y le pidieron ayuda para combatir las ambiciones territoriales de Harald I que pretendía unificar todos los reinos vikingos de Noruega bajo su poder.
Onund aceptó y participó en la batalla de Hafrsfjord, pero al contrario de la mayoría de sus aliados sobrevivió a las heridas aunque perdió una pierna que fue amputada por un berserker y por eso recibió el apodo pie de árbol por el uso de una pata de palo que necesitaba para caminar. Aun así era un hombre mucho más vigoroso que otros con dos piernas, según palabras de Thrand.
En su exilio en el oeste casó con Æsa, hija del vikingo Ófeigur Einarsson, posteriormente regresó a Noruega donde ejecutó a Hrakr, uno de los oficiales del rey Harald I que se había apoderado de sus posesiones, recuperó todo lo que pudo y quemó su hacienda.
Más tarde participó en la colonización de la isla de Islandia y estableció su hacienda en Kaldbakur, donde mantuvo muy buenas relaciones con la legendaria matriarca Aud la Sabia.

## Herencia
Tuvo al menos descendencia de dos relaciones conocidas:
- Con Æsa Ófeigsdóttir (n. 892) tuvo dos hijos: Þorgeir Önundarson Flaskubak (n. 916) y Gréttir Önundarson (n. 918).
- Con Þórdís Þorgrímsdóttir (n. 890) tuvo un hijo, Þorgrímur Önundarson Hærukoll (n. 926), quien sería padre de Ásmundur Þorgrímsson y abuelo de Grettir Ásmundarson.

Algunas fuentes le imputan la paternidad de otro hijo, Ásgeir æðikollur Önundarson (n. 880) cuya madre no se menciona en las crónicas contemporáneas, pero parece improbable a la vista que Onund debería haber nacido en 848.